# HD 4338
HD 4338，又名BD-17 132，SAO 147436、HR 206，是一颗恒星，视星等为6.47，位于銀經115.55，銀緯-79.21，其B1900.0坐标为赤經0h 40m 41.7s，赤緯-16° -79.21′ 16″。